# مشروع المحارب الجريح
مشروع المحارب الجريح هو مؤسسة خيرية أمريكية ومنظمة لخدمة المحاربين القدامى تعمل كمنظمة غير ربحية بموجب البند 501(c)(3).
يُقدم مشروع المحارب الجريح مجموعة متنوعة من البرامج والخدمات والفعاليات للمحاربين الجرحى الذين تعرضوا لإصابات جسدية أو نفسية أو أمراض خلال خدمتهم العسكرية بعد هجمات 11 سبتمبر. وأفراد عائلات العسكريين ومقدمي الرعاية مؤهلون أيضًا للمشاركة في برامج المحارب الجريح.
اعتبارًا من 22 آب 2021، قدم مشروع المحارب الجريح خدماته لـ 157,975 من المحاربين المسجلين و40,520 من أفراد عائلاتهم.
منذ تأسيس المنظمة، عقدت شراكات مع عدد من الجمعيات الخيرية التي تعتبرها شركاء مجتمعيين، من بينها الصليب الأحمر الأمريكي ومجموعة "الصدى المبهج" للعلاج بالموسيقى في كاليفورنيا، ومنظمة "أوبيريشن هومفرونت".
في تموز 2022، عقدت المنظمة شراكات مع ثماني وعشرين منظمة لخدمة المحاربين القدامى، حصلت مجتمعة على منح بلغت أكثر من 5.9 مليون دولار. كما قدمت المنظمة سابقًا برنامج "المسار" لمدة عام لمساعدة المحاربين القدامى على الانتقال إلى الحياة الجامعية والعملية.
تخصص المنظمة ما نسبته 71% من إيراداتها للبرامج والخدمات المقدمة للمحاربين الجرحى وأسرهم، بينما يُستخدم المتبقي لدعم هذه البرامج.
اُعترف بهذه المنظمة بموجب برنامج التبرعات في أماكن العمل التابع للحكومة الفيدرالية الأمريكية والمعروف باسم حملة التبرع الفيدرالية الموحدة تحت رقم 11425.

## نظرة عامة
توفر منظمة المحارب الجريح مجموعة متنوعة من البرامج والخدمات والفعاليات المجانية للمحاربين الجرحى وأسرهم. وتدير عدة برامج دعم مثل شبكة رعاية المحاربين التي تقدم علاجات للاضطراب ما بعد الصدمة وإصابات الدماغ من خلال أربعة مراكز طبية أكاديمية في الولايات المتحدة.
وبرنامج "من المحارب إلى العمل" يساعد المحاربين القدامى على إيجاد فرص عمل مناسبة من خلال التدريب المهني والتوجيه.
وأيضاً مشروع أوديسي هو برنامج يعتمد على المغامرة ويوفر أنشطة جماعية وجلسات تعليمية نفسية.
كما تنظم المنظمة فعاليات مجتمعية مثل "ركوب الجنود"، وهي جولات بالدراجات مصممة لتمكين المحاربين الجرحى وتعزيز الاندماج الاجتماعي بينهم.
يوفّر برنامج الاستقلالية خدمات العلاج الوظيفي والأخصائيين الاجتماعيين ومستشاري إعادة التأهيل للمحاربين القدامى.
تدعم منظمة المحارب الجريح المحاربين القدامى في انتقالهم إلى الحياة المدنية من خلال توفير التدريب المهني، والمساعدة في فهم مزايا المحاربين وذوي الإعاقة، وتقديم مساعدات مالية طارئة، بالإضافة إلى توفير تعليم مالي شامل وطويل الأمد. وتزداد أهمية هذه الخدمات مع تزايد تأثير التضخم في عام 2023 على المحاربين القدامى. فقد أظهر الاستطلاع السنوي للمنظمة أن ما يقارب 39٪ من الجرحى من المحاربين في عام 2023 لم يكن لديهم ما يكفي من الغذاء للحفاظ على حياة نشطة وصحية.

## تاريخ
أُسِسَ مشروع المحارب الجريح عام 2003 في مدينة رونوك بولاية فيرجينيا على يد جون ميليا، الذي أُصيب بجروح خطيرة في حادث تحطم مروحية أثناء خدمته في الصومال عام 1992.
بدأ ميليا بجمع حقائب ظهر وتوزيعها على الجنود الجرحى في مستشفى بيثيسدا البحري سابقًا (الذي يُعرف اليوم باسم المركز الطبي العسكري الوطني والتر ريد) ومستشفى والتر ريد العسكري.
في بداياته، عمل مشروع المحارب الجريح كقسم تابع لجمعية العمود الفقري المتحدة في نيويورك، والتي تبنت المشروع رسميًا في تشرين الثاني عام 2003. واستمر المشروع بدعم الجنود المصابين من خلال تقديم حقائب الظهر المجانية، التي تحتوي على أدوات ومواد تساعدهم أثناء فترة العلاج.
في أيلول 2005، منحت جمعية العمود الفقري المتحدة مبلغ 2.7 مليون دولار لمشروع المحارب الجريج لمساعدته على التحول إلى مؤسسة خيرية مستقلة تحمل هويتها الخاصة وتقدم برامجها الخاصة. وكان الهدف من هذه الخطوة توسيع نطاق الخدمات التي يقدمها المشروع، لتشمل إلى جانب الدعم الفوري، دعمًا طويل الأمد يشمل التعويضات، والتعليم، والرعاية الصحية، والتأمين، والسكن، والتوظيف وغيرها.
ويظل برنامج حقائب الظهر WWP أحد الأنشطة الأساسية للمشروع، إذ وزعت المنظمة أكثر من 65,000 حقيبة منذ عام 2018 لدعم المحاربين القدامى الأميركيين خلال مرحلة انتقالهم للحياة المدنية.
في عام 2015، نشر الصحفي تيم ماك تقريرًا في موقع "ذا ديلي بيست" اتهم فيه مشروع المحارب الجريح ببيع معلومات المتبرعين لأطراف خارجية، ورفع دعاوى قضائية ضد جمعيات خيرية صغيرة تستخدم عبارة "محارب جريح" أو شعارات ظلية لجنود. كما اتهم التقرير المنظمة بمنح تعويضات مفرطة لكبار موظفيها.
وفي كانون الثاني الذي يليه، تداولت كل من شبكة سي بي سي وصحيفة نيويورك تايمز هذه المزاعم، حيث أشارت تقاريرهما إلى إنفاق المنظمة أموال التبرعات على رحلات فاخرة ونفقات شخصية، مما أثار غضبًا شعبيًا واسعًا وأدى إلى طرد المدير التنفيذي حينها ستيفن نارديتزي، والمدير التنفيذي للعمليات آل جيوردانو. كما زعم عدد من الموظفين السابقين أنهم تعرضوا للفصل بسبب إبلاغهم عن سوء الإدارة.
في تموز 2016، عيّنت المنظمة مديرًا تنفيذيًا جديدًا هو مايكل لينينغتون، وهو فريق متقاعد من الجيش الأمريكي. وقد ركز لينينغتون على تعزيز الرقابة على الإنفاق في السفر والمصروفات داخل المنظمة. تقاعد لينينغتون في أوائل عام 2024 بعد ثماني سنوات قضاها في قيادة المشروع.
وفي نيسان 2021، دخل مشروع المحارب الجريح في شراكة مع مبادرة البيت الأبيض "الانضمام للقوات" ومؤسسة إليزابيث دول لتقديم برامج دعم ورفع الوعي بأوضاع أطفال الجنود الجرحى أو المرضى أو المصابين. وأظهر استطلاع أجري في العام ذاته أن هناك نحو 2.3 مليون طفل أمريكي دون سن 18 عامًا يعيشون مع آباء من المحاربين القدامى ذوي الإعاقة.
في عام 2024، عُيّنَ الجنرال المتقاعد والتر إي. بيات رئيسًا تنفيذيًا جديدًا لمشروع المحارب الجريح. ويُعتبر بيات قائدًا سابقًا لقاعدة فورت درم (نيويورك) وفرقة الجبل العاشرة.
وخلال قيادته، عمل على تعزيز العلاقة بين القاعدة والمجتمع المحلي في شمال نيويورك. وقد شارك بيات في انتشار عسكري مع كتيبة قيادة الفرقة في العراق بين آذار وآب 2018، وبعدها نشر ورقة بحثية حول التزام الشعب العراقي بتحقيق السلام بعد سنوات من الحروب.

## التسجيل والاعتماد الرسمي
قامت منظمة مشروع المحارب الجريح بالتسجيل الرسمي كشركة غير ربحية في 23 شباط 2005. وفي 10 أيلول 2008، حصلت المنظمة على اعتماد رسمي من وزير شؤون المحاربين القدامى كـ منظمة خدمية للمحاربين، وهو اعتماد يُمنح للمنظمات المخولة بمساعدة المحاربين القدامى في إعداد وتقديم ومتابعة المطالبات القانونية بموجب القوانين التي تُشرف عليها وزارة شؤون المحاربين القدامى الأمريكية.
تتضمن قائمة ممثلي المنظمات المعتمدة على موقع وزارة شؤون المحاربين القدامى معلومات الاتصال الخاصة بمندوبي خدمة مشروع المحارب الجريح المعتمدين، إلى جانب أداة بحث للوصول إلى معلومات عن منظمات خدمية أخرى للمحاربين.
في تموز 2006، نقل مشروع المحارب الجريح مقره الرئيسي إلى جاكسونفيل، في ولاية فلوريدا. وأوضح المؤسس جون ميليا أن من أسباب هذا الانتقال وجود مجتمع محلي قوي من المحاربين القدامى، وسهولة الوصول إلى مطار جاكسونفيل الدولي، بالإضافة إلى الدعم القوي من مجتمع الأعمال المحلي، وبشكل خاص من رابطة لاعبي الغولف المحترفين.
وقد خضع المقر الرئيسي الجديد لعملية تجديد كبرى بتكلفة بلغت 1.3 مليون دولار، وفقًا لتقرير نُشر في صحيفة جاكيونفيل للأعمال.

## برامج دعم المحاربين القدامى والعسكريين

### الصحة العقلية
يوفّر مشروع المحارب الجريح برامج تفاعلية، وملتقيات لإعادة التأهيل، بالإضافة إلجلسات مجانية للإرشاد النفسي. من خلال شبكة رعاية المحاربين، قدمت المنظمة رعاية خارجية وجلسات علاجية لاضطراب ما بعد الصدمة وإصابات الدماغ الرضّية بالتعاون مع أربعة مراكز طبية أكاديمية في الولايات المتحدة، منها برنامج المحاربين القدامى في إيموري هيلثكير. وتشمل هذه الشبكة أيضًا علاجًا باستخدام الواقع الافتراضي للمصابين باضطراب ما بعد الصدمة.
تُعد المشاكل النفسية من بين أكثر أربع إصابات شيوعًا مرتبطة بالخدمة بين المحاربين المسجلين في مشروع المحارب الجريح ممّن خدموا بعد هجمات 11 أيلول. وقد أفاد 3 من كل 4 من هؤلاء المحاربين أنهم يعانون من اضطراب ما بعد الصدمة، كما أظهر استطلاع للمنظمة أن عددًا كبيرًا من المحاربين يعاني من القلق والاكتئاب، وأن نصفهم تقريبًا يعانون من أعراض متوسطة إلى شديدة لحالتين نفسيّتين أو أكثر.
في عام 2020، أجرت منظمة المحارب الجريح استطلاعًا شمل نحو 30,000 من الجنود المصابين الذين خدموا بعد هجمات 11 أيلول، ووجدت أن أكثر من نصفهم أبلغوا عن تدهور في صحتهم النفسية خلال جائحة كوفيد-19.
أطلقت المنظمة في عام 2014 برنامجًا باسم حديث المحارب الجريح، يربط المحاربين القدامى بأعضاء من طاقم المنظمة لإجراء مكالمات هاتفية أسبوعية للدعم العاطفي. وقد شهد البرنامج زيادة بنسبة 35٪ في عدد المكالمات خلال جائحة كورونا مقارنة بالعام السابق.
وفي تشرين الأول 2022، شارك عدد من المحاربين التابعين لـلمشروع في رحلة بالدراجات النارية لمسافة 400 ميل في كاليفورنيا، دعماً للصحة النفسية الإيجابية، تزامنًا مع اليوم الوطني لركوب الدراجات النارية واليوم العالمي للصحة النفسية. وشملت الرحلة محطات في فينتورا وسانتا كلاريتا وسولفانغوسانتا إينيز وجبال سانتا مونيكا.
وفي تشرين الثاني 2022، نظّمت منظمة المحارب الجريح مسيرة بطول 17 ميلاً لتكريم ذكرى 17 محاربًا قديمًا يفقدون حياتهم يوميًا بسبب الانتحار.

### برنامج (من المحارب إلى العمل)
(من المحارب إلى العمل) هو برنامج توظيف تابع لمشروع المحارب الجريح، يهدف إلى ربط المحاربين القدامى بفرص العمل المناسبة من خلال التواصل مع أصحاب العمل وتوفير الموارد اللازمة. يشمل البرنامج إرشادًا مهنيًا متكاملاً يتضمن بناء السيرة الذاتية، والتحضير لمقابلات العمل، والمساعدة في التفاوض على الرواتب، بما يضمن للمحاربين الحصول على وظائف تتناسب مع مهاراتهم وتُسهل انتقالهم إلى الحياة المدنية.

### برامج دعم الأسرة
يساعد مشروع المحارب الجريح أيضًا عائلات المحاربين في إعادة بناء علاقاتهم وتسهيل عملية الانتقال من الحياة العسكرية إلى المدنية، من خلال فعاليات تعزز الترابط الأسري وتعلّم مهارات الانتقال. ومن خلال برامج دعم العائلات، تقدم المنظمة أيضًا إرشادًا ومساعدة في فهم إجراءات ومزايا وزارة شؤون المحاربين القدامى، والتي قد تكون معقدة للبعض.

### شبكة رعاية المحاربين
شبكة رعاية المحاربين هي مبادرة أُطلقت عام 2016 لتوفير رعاية عالية الجودة للمحاربين الذين يعانون من اضطراب ما بعد الصدمة وإصابات الدماغ الرضّية. شمل المشروع في بدايته استثمارًا بقيمة 100 مليون دولار، وأقام أربعة مراكز علاجية في أتلانتا وبوسطن ولوس أنجلوس وشيكاغو.
وفي تشرين الأول 2018، أعلنت المنظمة عن استثمار إضافي بقيمة 160 مليون دولار لتعزيز خدمات الصحة النفسية للمحاربين الجرحى. وفي عام 2024، تم تخصيص 100 مليون دولار أخرى لدعم البرامج الموجهة للمحاربين الذين خدموا بعد هجمات 11 أيلول، بهدف تقليل الاكتئاب والقلق واضطرابات الإدمان.
بين عامي 2005 و2016، ارتفعت نسبة الانتحار بين المحاربين القدامى في الولايات المتحدة بما يقارب 26%. وبدءًا من عام 2016، بدأت شبكة رعاية المحاربين بتقديم رعاية تشمل جلسات علاج جماعية مع محاربين آخرين لتعلم استراتيجيات التأقلم مثل اليوغا والتأمل. ووفقًا لمقال نشرته إذاعة جورجيا العامة، فإن برامج مثل برنامج شبكة رعاية المحاربين من المرجح أن تساهم في انخفاض معدلات الانتحار بين المحاربين السابقين في ولاية جورجيا، حيث كانت المعدلات أقل بشكل ملحوظ من المعدل الوطني لانتحار المحاربين في عام 2022. بشكل عام، بلغت معدلات الانتحار بين المحاربين ذروتها في عام 2018 ثم انخفضت في عامي 2019 و2020 بنسبة 9.7%.

### مشروع أوديسا
مشروع أوديسا هو برنامج تعليمي قائم على المغامرة يتيح للمحاربين القدامى من جميع فروع القوات المسلحة فرصة العمل معًا من خلال أنشطة جماعية وجلسات تعليم نفسي. ومن خلال هذا البرنامج، يمكن للمحاربين التفاعل مع آخرين يشاركونهم الاهتمامات نفسها، مثل ركوب الدراجات النارية. ويقدّم "رولينغ أوديسا" سلسلة من الجولات الجماعية للمحاربين القدامى.

### ركوب الجنود
على مدار العشرين عامًا الماضية، نظّم مشروع المحارب الجريح فعالية "ركوب الجنود" السنوية، وهي برنامج ركوب دراجات يمتد لعدة أيام. بدأت هذه المبادرة بفكرة من دراج واحد قام برحلة طولها 5000 ميل من ساحل إلى آخر في الولايات المتحدة تكريمًا للمحاربين المصابين بعد أحداث 11 أيلول. ومنذ ذلك الحين، أقيمت فعاليات "ركوب الجنود" في مدن متعددة عبر الولايات المتحدة. وتركّز هذه الرحلات على تحسين التعامل مع التوتر والقلق والاكتئاب، والحد من خطر الانتحار.
توفر المنظمة لجميع المشاركين معدّات ركوب دراجات متكيفة أو التعديلات اللازمة دون أي تكلفة. كما تتيح الفعاليات فرصًا للمحاربين للتواصل مع زملائهم المحاربين ومجتمعات مختلفة عبر البلاد.
في نيسان 2023، انطلقت رحلة "ركوب الجنود" من أنابوليس في ولاية ماريلاند وانتهت في لورتون بولاية فيرجينيا. وزار نحو 30 مشاركًا البيت الأبيض والتقوا نائبة الرئيس كامالا هاريس. أما في كانون الثاني 2023، فقد شملت الرحلة ركوب دراجات لمدة 3 أيام من ميامي إلى فلوريدا كيز، وتخللها أيضًا دعوة للمشاركين للتفاعل مع الدلافين في مركز أبحاث الدلافين في فلوريدا كيز.
وفي عام 2022، دُعي المشاركون إلى البيت الأبيض لبدء الرحلة، حيث رحّب بهم الرئيس جو بايدن والسيدة الأولى جيل بايدن.
كما أُقيمت في العام ذاته رحلة إلى منطقة شيكاغو، قطع خلالها المشاركون حوالي 60 ميلاً خلال 3 أيام.

### مشروع الاستقلالية
يقدم برنامج الاستقلالية التابع لمشروع المحارب الجريح دعمًا للمحاربين القدامى الذين يعانون من إصابات في الدماغ أو الحبل الشوكي أو حالات عصبية أخرى، بالإضافة إلى دعم مقدمي الرعاية لهم. يهدف هذا البرنامج إلى مساعدة المحاربين المتعافين في الانتقال من المرافق الطبية إلى بيئة المنزل، لتمكينهم من الاعتماد على أنفسهم وتحقيق الاستقلالية الوظيفية في حياتهم اليومية.
من خلال هذا البرنامج، يحصل المحاربون على خدمات العلاج الوظيفي، والأخصائيين الاجتماعيين، ومستشاري إعادة التأهيل في أماكن إقامتهم، دون الحاجة إلى دفع أي تكاليف من جيوبهم الخاصة.
وفي عام 2020، استثمر مشروع المحارب الجريح مبلغ 7.25 مليون دولار لدعم مقدمي الرعاية للمحاربين القدامى والعسكريين.

### المضي قدما
بدأ مشروع المحارب الجريح فعالية المضي قدما للجري أو المشي لمسافة 5 كيلومترات في عام 2018. وتُقام الفعالية في مدن تتواجد فيها المنظمة عبر الولايات المتحدة، بما في ذلك سان دييغو في كاليفورنيا وجاكسونفيل في فلوريدا وسان أنطونيو في تكساس وناشفيل في تينيسي.
ويمكن للمشاركين أيضًا تنظيم فعاليات افتراضية لجمع التبرعات لدعم خدمات منظمة المحارب الجريح المجانية للمحاربين القدامى، بما في ذلك الصحة النفسية، والإرشاد المهني، والرعاية التأهيلية طويلة الأمد. يمكن للمشاركين في فعالية المضي قدماً حمل الأعلام أو الأوزان أو شخص آخر، تعبيرًا عن المسؤوليات التي يتحملها المحاربون خلال خدمتهم، ولإظهار الدعم لتضحياتهم.

## الشؤون الحكومية
فريق الشؤون الحكومية في مشروع المحارب الجريح يعمل على دعم تشريعات تساعد المحاربين القدامى وداعميهم. تم تمرير عدة قوانين، منها برنامج الحماية من الإصابات الرضّية وقانون خدمات الصحة الشاملة للمقدّمين على الرعاية والمحاربين لعام 2010، وقانون تحسين الإسكان المتكيف بشكل خاص رايان كولز وبول بين لعام 2019، وقانون الدعم المالي لعائلات المحاربين القدامى (2020)، وقانون باكت (2022). يتم توجيه الأجندة التشريعية للمنظمة من خلال البيانات الواردة في الاستطلاع السنوي لخريجي برنامج المحارب، وتشمل قضايا متعددة مثل صحة الدماغ لدى المحاربين، والتعرض للمواد السامة، وقضايا المحاربات القدامى.
في آذار 2014، قدّم مشروع المحارب الجريح شهادة أمام الكونغرس دعماً قويًا لمشروع القانون "لتعديل العنوان 38 من القانون الأمريكي لتوفير الإرشاد والعلاج للمحاربين القدامى الذين تعرضوا لصدمة جنسية خلال التدريب أثناء الخدمة غير النشطة (H.R. 2527؛ الكونغرس الـ113)".
يهدف مشروع القانون إلى توسيع برنامج وزارة شؤون المحاربين القدامى للإرشاد والرعاية والخدمات ليشمل الصدمات الجنسية العسكرية التي وقعت خلال التدريب أثناء الخدمة غير النشطة، وليس فقط تلك التي حدثت خلال الخدمة الفعلية أو التدريب أثناء الخدمة الفعلية.
من شأن هذا التعديل أن يغيّر القانون الحالي، الذي يتيح هذه الخدمات فقط لأعضاء القوات المسلحة في الخدمة الفعلية، ليشمل أيضًا أعضاء الاحتياط والحرس الوطني.
أجرى مشروع المحارب الجريح دراسة على خريجيه ووجد أن "ما يقارب نصف المشاركين أشاروا إلى أن الحصول على الرعاية من وزارة شؤون المحاربين القدامى بسبب حالات مرتبطة بالصدمات الجنسية العسكرية كان صعبًا جدًا". ومن بين الذين لم يسعوا للحصول على رعاية من الوزارة، أفاد 41% أنهم لم يكونوا على علم بأنهم مؤهلون للحصول على مثل هذه الرعاية.
كما قدّم مشروع المحارب الجريح شهادة مفادها أنه بالإضافة إلى توسيع نطاق الوصول إلى رعاية حالات الصدمات الجنسية العسكرية، فإن وزارة شؤون المحاربين القدامى بحاجة إلى تحسين جودة الرعاية نفسها، حيث أبلغ المحاربون القدامى عن "فحوصات غير كافية، ومقدّمي رعاية إما غير حساسين أو يفتقرون إلى الخبرة اللازمة، ومرافق غير مجهزة بشكل مناسب للعناية بالناجين من هذه الصدمات".
في عام 2016، ضغط مشروع المحارب الجريح، إلى جانب 13 منظمة خدمية أخرى للمحاربين القدامى، على المشرّعين لتأمين تمويل التلقيح الصناعي للمحاربين المصابين في القتال.
في عام 2020، عمل مدير الشؤون التشريعية في مشروع المحارب الجريح، ديريك فرونابارغر، مع جون ستيوارت من برنامج "ذا ديلي شو" للدفاع عن قضايا التعرض للمواد السامة التي تؤثر على أفراد الخدمة والمحاربين القدامى.
في عام 2022، أعلن خوسيه راموس، نائب رئيس الشؤون الحكومية والعلاقات المجتمعية في مشروع المحارب الجريح، دعم المنظمة لمقترح تعديل النقيب ريتشارد ستار، وهو مشروع قانون في مجلس النواب يهدف إلى جعل المحاربين القدامى المعاقين الذين خدموا أقل من 20 عامًا في الخدمة الفعلية مؤهلين للحصول على كل من مزايا الإعاقة والتقاعد.
في 27 أيار 2014، رفع مشروع المحارب الجريح دعوى قضائية ضد دين غراهام، وهو محارب قديم يعاني من اضطراب ما بعد الصدمة، وضد منظمته "ساعد قدامى المحاربين في إنديانا". بعد صدور حكم من المحكمة، تراجع غراهام عن الاتهامات التي وجهها إلى مشروع المحارب الجريح وأغلق منظمته غير الربحية التي كانت تقدم مساعدات مباشرة.
في تشرين الأول 2014، رفع مشروع المحارب الجريح دعوى قضائية يطالب فيها بتعويضات وتكاليف المحكمة ضد منظمة غير ربحية في بلاندون، بنسلفانيا تُدعى "محاربو كيزستون الجرحى"، مدعيًا وجود تشابه مربك بين شعار كيزستون وشعار منظمة المحارب الجريح.
قامت القناة الثالثة التلفزيونية في هامبتون رودز، فيرجينيا، بتغطية القصة في 30 نيسان 2015، كما نشرت مجلة نون بروفيت تقريرًا عن القضية تحت عنوان يتساءل عمّا إذا كان مشروع المحارب الجريح "متنمّرًا في الحي" بين منظمات المحاربين القدامى. كما قام تيم ماك بتغطية الدعوى لصالح موقع ذا ديلي بيست.
بعد أن أبلغ صحفي من صحيفة نيوز تريبيون في تاكوما، واشنطن، المحارب القديم المعاق أليكس غراهام، وهو مدوّن في موقع نظريات للمؤامرة، عن دعوى قضائية وشيكة ضده من قبل مشروع المحارب الجريح، قام غراهام بإزالة مقالاته التي انتقد فيها سياسات المنظمة، ثم تراجع عن انتقاداته وأصدر اعتذارًا علنيًا.
في عامي 2016 و2017، كشفت تحقيقات لاحقة أجرتها محطة تلفزيونية في جاكسونفيل، فلوريدا، ولجنة القضاء في مجلس الشيوخ الأمريكي أن مشروع المحارب الجريح "أفاد بشكل غير دقيق" عن الأموال التي أنفقها على برامج المحاربين القدامى، من خلال استخدام أرقام "مضخّمة" وإعلانات "مضللة".
في شباط 2017، منحت منظمة مكتب الأعمال الأفضل مشروع المحارب الجريح تقييمًا إيجابيًا من حيث الصحة المالية. وذكرت مراجعة أُجريت في عام 2016 أن بعض التقارير الإعلامية احتوت على معلومات غير دقيقة.

## التبرعات والإنفاق
في عام 2012، أنفق مشروع المحارب الجريح 114,817,090 دولارًا أمريكيًا على برامج دعم المحاربين الجرحى وعائلاتهم ومقدمي الرعاية لهم. من تشرين الأول 2022 حتى آذار 2023، قدم المشروع مساعدات مالية طارئة لحوالي 1,800 محارب قديم وعائلاتهم المسجلين، بزيادة عن 657 في العام السابق. وعادةً ما تتلقى كل عائلة عدة آلاف من الدولارات للمساعدة في تغطية الفواتير والنفقات.
في عام 2013، رفض موظف جديد عن طريق الخطأ قبول تبرع من كنيسة ليبرتي المعمدانية في فورت بيرس بولاية فلوريدا، وأرسل بيانًا غير مقصود إلى قادة الكنيسة عبر البريد الإلكتروني جاء فيه: "يجب علينا رفض فرصة أن نكون المستفيدين من فعاليتكم بسبب معايير حملات جمع التبرعات لدينا، التي لا تسمح بأن تكون الفعاليات المجتمعية ذات طبيعة دينية." بعد فترة وجيزة من استلام الكنيسة لهذه الرسالة، اعتذر متحدث باسم مشروع المحارب الجريح وقال إن الأمر كان نتيجة سوء تفاهم.
في حزيران 2015، أفادت صحيفة ذا ديلي بيست أن مشروع المحارب الجريح يبيع معلومات المتبرعين لأطراف ثالثة. كما زعمت أن المشروع يخصص نسبة ضئيلة فقط من التبرعات للمحاربين الجرحى الفعليين، وأنه دفع رواتب مبالغ فيها لكبار موظفيه.
في كانون الثاني 2016، أوردت صحيفة نيويورك تايمز أن 60 بالمئة فقط من إيرادات مشروع المحارب الجريح تُنفق على برامج مساعدة المحاربين القدامى، بينما تُخصص النسبة المتبقية البالغة 40 بالمئة لتكاليف الإدارة العامة. كما ذكرت الصحيفة تقارير عن ضغوط في بيئة العمل وحالات فصل متعددة. وفي ذات الشهر، كشفت شبكة سي بي إس نيوز أن مشروع المحارب الجريح أنفق ملايين الدولارات سنويًا على فعاليات بناء الفرق.
في آذار 2016، قرر مجلس إدارة مشروع المحارب الجريح فصل أعلى مسؤولين تنفيذيين في المنظمة، ستيفن نارديتزي وآل جيوردانو، بعد تعيين مكتب المحاماة سيمبسون ثاتشر وبارتليت لإجراء مراجعة مستقلة لقضايا الإنفاق المتعلقة بأموال المنظمة. وتم الإعلان عن رئيس المجلس، أنتوني أوديرنو، لتولي السيطرة المؤقتة على المنظمة. كما ارتفعت نفقات المؤتمرات والاجتماعات من أقل من مليوني دولار في عام 2010 إلى 26 مليون دولار في عام 2014.
في تشرين الأول 2016، أزال موقع تشاريتي نافيجيتور مشروع المحارب الجريح من قائمة المراقبة، ثم رفع تقييم المنظمة إلى تصنيف أربع نجوم من أصل أربع نجوم.
في شباط 2017، أصدر مكتب الأعمال الأفضل تقريرًا يبرئ مشروع المحارب الجريح من مزاعم "الإنفاق الباذخ"، ووجد أن إنفاق المنظمة يتماشى مع برامجها ورسالتها.
في نيسان 2020، تبرع مشروع المحارب الجريح بمبلغ 10 ملايين دولار لـ 10,000 من أفراده المرضى والجرحى خلال جائحة كوفيد-19. وكان هذا أكبر تبرع قدمه المشروع لأعضائه.
في عام 2022، تبرعت ماكنزي سكوت بمبلغ 15 مليون دولار لمشروع المحارب الجريح، وهي أكبر هدية فردية قدمتها حتى الآن.

## تصنيفات الأعمال الخيرية
وفقًا لمقال نشر في عام 2013 في مجلة نونبروفِت كوارترلي، "اعتمادًا على الجهة المقيمة، يبدو أن مشروع المحارب الجريح حصل على تقييم منخفض من تشاريتي واتش ،وتقييم مرتقع من بي بي بي وايز جيفينج ألايانس، أو متوسط تشاريتي نافيغيتور.
ومع ذلك، للسنة المالية المنتهية في 30 أيلول 2016، منحت تشاريتي واتش المشروع تصنيف سي+ (بعد أن كان دي في البداية)، ونشرت تشاريتي نافيغيتور تقييمها للمشروع في 1 شباط 2017 بتصنيف "أربع نجوم من أصل أربع نجوم" (بعد أن كان ثلاث نجوم). وبحلول آب 2018، انخفض هذا التقييم إلى ثلاث نجوم مرة أخرى.
ووفقًا لـ تشاريتي نافيغيتور، يخصص مشروع المحارب الجريح 71% من إيراداته لنفقات البرامج والخدمات، بينما يُستخدم الرصيد المتبقي لدعم هذه البرامج. وحتى عام 2023، حصل المشروع على تقييم بنسبة 89% في تشاريتي نافيغيتور.
وفي عام 2023، تم تصنيف مشروع المحارب الجريح كواحد من أفضل المنظمات غير الربحية للعمل بها وفقًا لقائمة نونبروفِت تايمز، حيث احتل المرتبة 39 بين جميع المنظمات غير الربحية المشاركة.
في يناير 2017، جددت منظمة مكتب تحسين الأعمال لتحالف العطاء اعتمادها لمشروع المحارب الجريح لمدة عامين إضافيين، باعتباره مستوفيًا لـ 20 معيارًا للمساءلة الخيرية.
في عام 2023، تم اختيار مشروع المحارب الجريح كواحدة من أفضل المنظمات غير الربحية للعمل بها حسب تصنيف صحيفة نونبروفِت تايمز، حيث جاء في المرتبة 39 بين جميع المنظمات غير الربحية المشاركة.

## الروابط الخارجية
- الموقع الرسمي
- Wounded Warrior Project coverage at C-SPAN